# G
La G o g (nome "gi" /ˈʤi/) è la settima lettera dell'alfabeto latino e dell'alfabeto italiano. Tale lettera, nella forma minuscola dei caratteri a stampa, può avere due forme nettamente diverse: una più semplice, con la coda aperta, e una più elegante, con la coda sinuosa e chiusa su se stessa (rispettivamente il secondo e il quarto dei caratteri a stampa nell'immagine seguente).
In italiano la G non ha un valore fonologico univoco: si è soliti infatti distinguere fra G dolce (affricata postalveolare sonora, [ʤ]), se precede le lettere E e I o fa parte del digramma "gi", e G dura (occlusiva velare sonora, [g]), se invece precede A, O, U o fa parte del digramma "gh".
Inoltre la lettera G fa parte di alcuni digrammi e trigrammi:
- nel digramma "gl", davanti a I, o nel trigramma "gli" davanti alle altre vocali, col valore fonologico della laterale palatale [ʎ];
- nel digramma "gn", invece, col valore della nasale palatale [ɲ].

## Storia

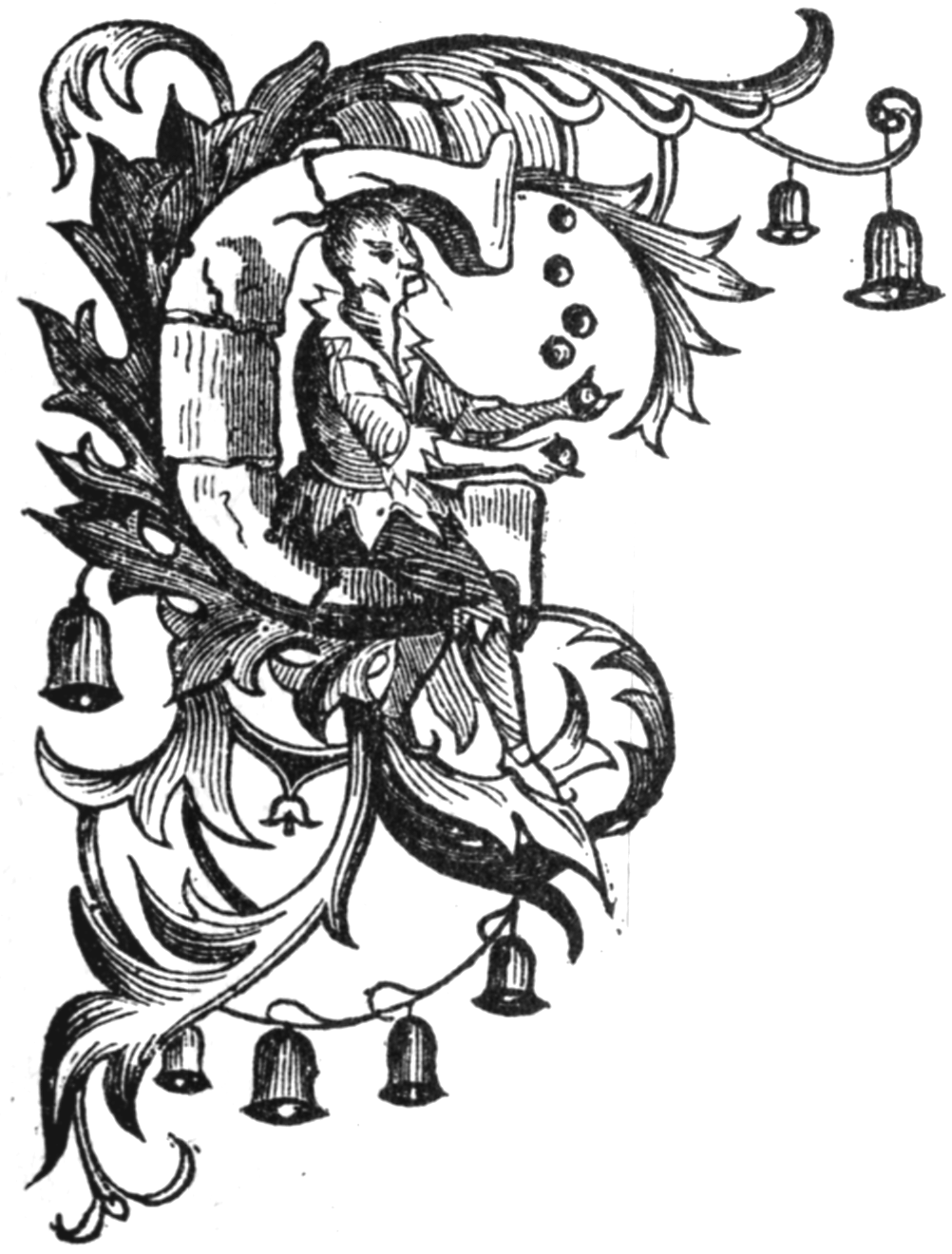
Esempio di capolettera

Questa lettera fu introdotta nell'alfabeto latino intorno al 230 a.C.: essa — come anche Y e Z — non è di origine etrusca, bensì venne creata, secondo la tradizione, dal liberto del console Spurio Carvilio Massimo Ruga, con l'aggiunta di una sbarretta verticale alla preesistente C (derivata dal gamma, Γ, dell'alfabeto greco) per distinguere dal suono sordo [k] il suono sonoro [ɡ] (la lingua etrusca, a differenza del latino, non aveva queste due consonanti in opposizione fonologica). Fino allora i Romani usavano la C per entrambi i suoni, e tale uso si ritrova in alcune abbreviazioni mantenute anche in epoca classica e post-classica: ad esempio, C. e Cn. per i praenōmina Gaius e Gnaeus rispettivamente. (Le grafie Caius e Cnaeus, al pari dell'italianizzazione Caio usata in riferimento a personaggi dell'antica Roma, sebbene si possano trovare perfino in libri scolastici di storia antica, sono filologicamente errate).
Per l'evoluzione del grafema, vedi C.